# Підкопенна (Гур'євський округ)
Підкопе́нна (рос. Подкопённая) — присілок у складі Гур'євського округу Кемеровської області, Росія.

## Населення
Населення — 119 осіб (2010; 151 у 2002).
Національний склад (станом на 2002 рік):
- росіяни — 95 %